# Annelles
Annelles ist eine französische Gemeinde mit 130 Einwohnern (Stand: 1. Januar 2022) im Département Ardennes in der Region Grand Est. Sie gehört zum Arrondissement Rethel und zum Kanton Château-Porcien.
Nachbargemeinden sind Thugny-Trugny im Norden, Seuil im Nordosten, Ménil-Annelles im Osten, Ville-sur-Retourne im Südosten, Bignicourt im Süden, Juniville im Südwesten und Perthes im Nordwesten.

## Weblinks

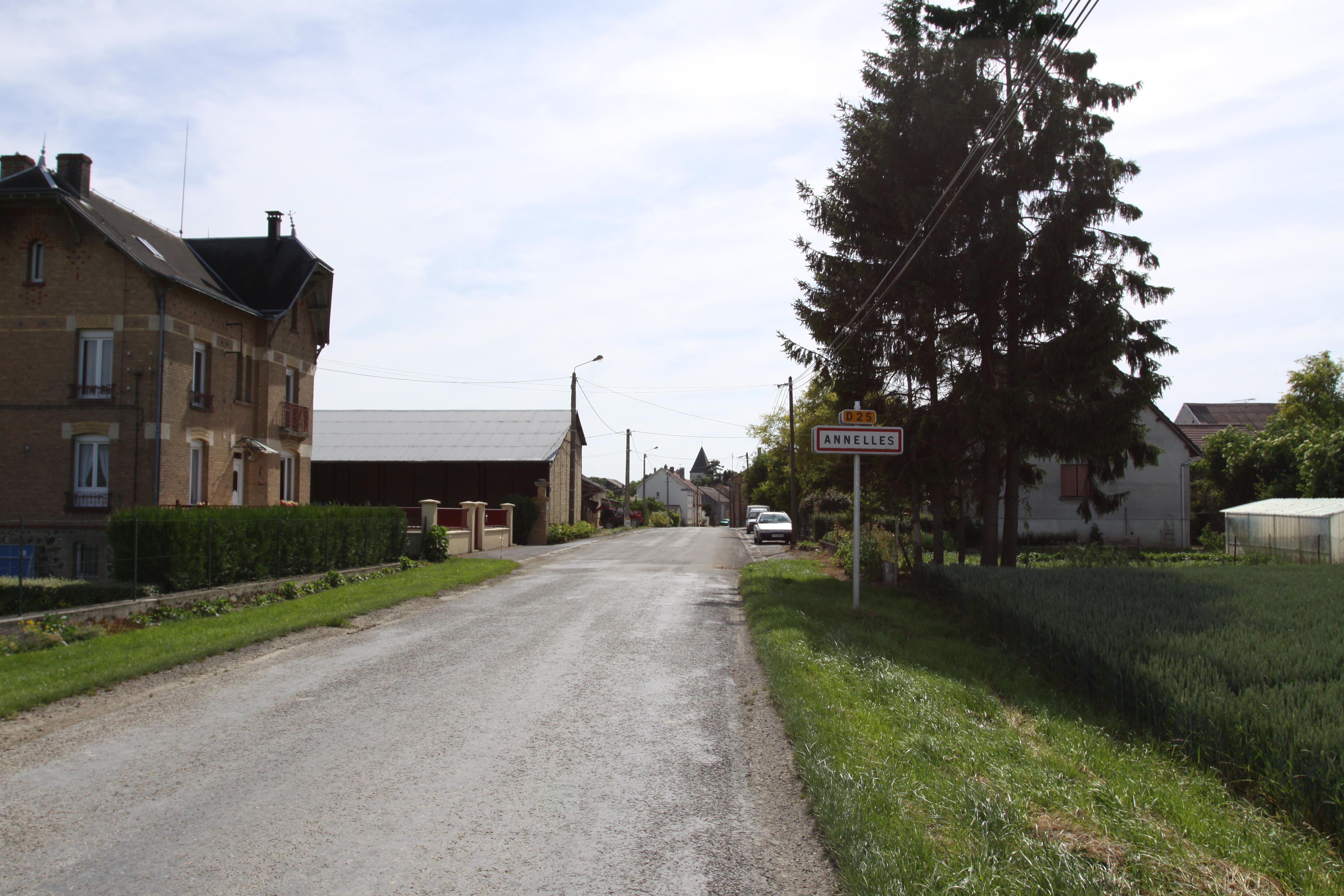
Ortseingang

## Bevölkerungsentwicklung
| Jahr      | 1962 | 1968 | 1975 | 1982 | 1990 | 1999 | 2008 | 2019 |
| --------- | ---- | ---- | ---- | ---- | ---- | ---- | ---- | ---- |
| Einwohner | 106  | 95   | 90   | 89   | 110  | 118  | 136  | 140  |